# Leonardo Bravo
Leonardo Bravo é um município do estado de Guerrero, no México.